# أحداث جوان 1991
أحداث جوان 1991 بالجزائر هي أحداث دامية وقعت عندما فضّت قوات الدرك الوطني الجزائري والشرطة الجزائرية بالقوة المفرطة اعتصامات أنصار حزب الجبهة الإسلامية للإنقاذ الجزائرية المعتصمين في ساحة الشهداء وساحة أول ماي بالجزائر ضد قانون الانتخابات وتقسيم الدوائر وتوالت الأحداث وتطورت فأُعلنت حالة الحصار وحضر التجوال وأُجلّت الانتخابات لستة أشهر ثم اعتقل قادة الجبهة الإسلامية للإنقاذ عباسي مدني وعلي بلحاج وكمال ڤمّازي، وأدت هذه الأحداث إلى سقوط مئات القتلى والجرحى وآلاف المعتقلين.

## قانون الانتخابات وتقسيم الدوائر
بعد الانتخابات المحلية التي جرت في 1990 وفازت فيها الجبهة الإسلامية، طالبت الجبهة الإسلامية للإنقاذ يوم 2 أبريل بإجراء انتخابات تشريعية وبررت ذلك بأنّه لا يمكن الحديث عن التعددية السياسية في ظل وجود برلمان أحادي حكر على حزب جبهة التحرير الوطني، وَعَدَ الرئيس الشاذلي بن جديد بإيصال الإصلاحات السياسية إلى ذروتها، فقررّ يوم 3 أبريل 1991 أن تجرى انتخابات تشريعية يوم 27 جوان 1991 وأبدت الجبهة الإسلامية للإنقاذ عندها عدم ارتياحها ورضاها عن ما أقبل عليه النظام من إعادة النظر في قانون الانتخابات حيث مست التعديلات 27 مادة أثارت نقاشا واسعا في الأوساط السياٌسيةٌ خاصة بشأن نمط
الاقتراع فأصبح يتٌم على الواحد بالأغلبيةٌ وعلى دورتينٌ، وفي مسألة إعادة تقسيم الدوائر الانتخابية حيثٌ ارتفع عددها بحسب القانون الجديد من 295 إلى 542 دائرة، أي انتخاب 542 نائب، وقد استغربت الجبهة الإسلامية للإنقاذ من أن يكون الشاذلي بن جديد رئيس كلّ الجزائريين وهو في نفس الوقت يطلق العنان لحزب جبهة التحرير في أن يضع قانونا للانتخابات التشريعية وقانونا لتقسيم الدوائر الانتخابية على مقاس الحزب الحاكم، وبسبب هذا التقسيم غير العادل في ظنّ الجبهة الإسلامية للإنقاذ.

## الإضراب العام والاعتصام في الساحات العامة
إن الأحزاب السياسية الأخرى لم تبق مكتوفة الأيدي بل بدأت حينها تظهر معالم وأعراض معارضة تسمى «ديمقراطية» تحاول أن تنتظم لتوجد لها مكانا في الانتخابات، وفي هذا الإطار عقدت سلسلة من الاجتماعات المتتالية في فندق السفير خلال شهر مارس 1991، ضمت عددا من الأحزاب التي كان يطلق عليها اسم مجموعة "7+1" وهي الحركة من أجل الديموقراطية في الجزائر MDA لأحمد بن بلة، التجمع من أجل الثقافة والديمقراطية RCD لسعيد سعدي، الحزب الاشتراكي الديمقراطي PSD لحميد خوجة، حركة التجديد الجزائري PRA لنور الدين بوكروح، حركة النهضة لعبد الله جاب الله، حزب العمال PT للويزة حنون، اتحاد القوى الشعبية UFP لرشيد بوعبدالله، وٱلتحق بهم فيما بعد الحركة الجزائرية من أجل العدل والتنمية MAJD لقاصدي مرباح ومن ثمة كان اسم 7+1. والتي ذكرت فيها لأول مرة فكرة القيام بشن إضراب عام يشمل التراب الوطني، احتجاجا على القانون الجديد الذي كان قد فُصّل لصالح جبهة التحرير الوطني. الأحزاب المجهرية (المصنوعـة في مخابر «ق.إ.أ/DRS») هي التي بادرت بعرض الفكرة قبل أن تنسحب من تحالف مجموعة "7+1" ومن ثمة أصبحت مجموعة "7+1-2" ثم "7+2"، لا شيء كان يتسم بالجدية في القضية! بقي أن نعلم بأن فكرة الإضراب العام هذه قد تلقفتها الجبهة الإسلامية ووظفتها لحسابها، مهددة باللجوء إليها إذا لم تلب مطالبها بخصوص إلغاء التقسيم الجديد للدوائر الانتخابية.
وقد كان بعض مناصري الجبهة الإسلامية للإنقاذ الذين كانوا في جزء كبير منهم مخترقين وموجهين من مديرية الجوسسة المضادة DCE يقومون بتوزيع الكتيب الصغير الذي حرره سعيد مخلوفي بعنوان «العصيان المدني»، كانوا يوزعونه خفية على بعض مسؤولي المكاتب البلدية التابعة للـجبهة الإسلامية للإنقاد. كما جندت لهذا الغرض كذلك النقابة الإسلامية للعمل SIT المنخرطة في الجبهة الإسلامية للاستجابة لأمر الإضراب في حالة ما إذا ٱتخذ المجلس الشوري قرار انطلاقه!
وقد ظل تصارع القوى متواصلا خلال شهر ماي 1991 بين الثنائي عباسي مدني وعلي بن حاج من جهة، ومسؤولي قسم الاستعلام والأمن محمد مدين وإسماعيل العماري من جهة أخرى، أثناء اجتماعاتهم السرية بدون أن يتوصلوا إلى أي حل وسط، ويوم 23 ماي في خضم الحملة الانتخابية، وبالضبط في اليوم الأخير من تنظيم التجمعات، اجتمع المجلس الشوري للـجبهة الإسلامية للإنقاذ في مقر الحزب بنهج شاراس (في الوقت ذاته الذي كان مولود حمروش يعقد اجتماعه مع مترشحي جبهة التحرير الوطني لانتخاب 27 جوان)، في حدود الرابعة مساء ينزل الحكم مدويا: لقد صوت المجلس الشوري على القيام بالإضراب العام ابتداء من يوم السبت 25 ماي، وقد برهن مسؤولو الجبهة الإسلامية للإنقاذ بذلك عن عدم نضجهم بالاستهانة والاستخفاف برد فعل أصحاب القرار الذين تركوهم يتمادون في هذه المغامرة (بتشجيع من عملائهم المبثوثين في المجلس الشوري ذاته) منجرين بذلك إلى فخاخ منصوبة لهم بإتقان، بحيث دفعوهم إلى قطع حبل التراجع، والإصرار على المضي في الإضراب حتى لا يفسر ذلك من طرف الشارع (بعد البيانات التي أصدروها)على أنه علامة ضعف من الجبهة الإسلامية للإنقاذ.
وهذا الموقف الذي اتخذته الجبهة الإسلامية للإنقاذ نزل هبة من السماء على قسم الاستخبارات والأمن الذي كان يفعل المستحيل من أجل أن يدفعهم إلى هذا الإضراب «الفخ»، وذلك لتحقيق هدفين في آن واحد، إضعاف الجبهة الإسلامية للإنقاذ (وربما إقصاؤها نهائيا من سباق الانتخابات القادمة) من ناحية وإيجاد المبرر الكافي للتخلص من مولود حمروش من ناحية ثانية، وتوقعا للمؤامرة المرسمة معالمها في الأفق من جهة، وإدراكا منه لمدى اختراق الجبهة الإسلامية من (ق.إ.أ/DRS) من جهة أخرى بادر رئيس الوزراء السابق قاصدي مرباح بإرسال مبعوث إلى عباسي مدني لتحذيره مما كان يبيت ضده من مؤامرات وتنصحه بالعدول عن اللجوء إلى الإضراب المقرر... لكن عباسي مدني قد ارتكب خطأ لا يغتفر عندما لم يأخذ ذلك التحذير مأخذ الجد، ظنا منه بأن دافع قاصدي مرباح إلى ذلك التحذير كان مرده الرغبة في الانتقام من الشاذلي بن جديد (الذي كان قد عزله من منصبه بكيفية غير لائقة، ببضعة أشهر قبل ذلك!؟ إن هذا الخطأ في التقدير الذي وقع فيه عباسي مدني كان نتيجة حتمية لإشاعة مسمومة روجتها مصالح (ق.إ.أ/DRS) تقول بأن الحكومة قد استقدمت خطة تقسيم الدوائر الانتخابية من الإيليزي، والذي قام بإعدادها هم خبراء فرنسيون لمساعدة مناصري «حزب فرنسا» في الجزائر المتمثل في اللائكيين، وذلك لإنقاذهم من السقوط المهين في الانتخابات القادمة!

## التسلسل الزمني للأحداث
- في 23 ماي 1991 بعد اجتماع المجلس الشوري للجبهة الإسلامية للإنقاذ أعلن عباسي مدني رئيس الحزب ومعه نائبه علي بن حاج في ندوة صحفية عن الإضراب العام المفتوح، وبدأ الإضراب يوم 25 ماي 1991.
- وفي 29 ماي 1991، حددت أماكن الاعتصام بموافقة مولود حمروش وحضر الجلسة إسماعيل العماري والرائد في المخابرات بوعزة.
- يوم السبت 1 جوان 1991 سقطت صخرة من جهة مجهولة على نقيب الدرك في ساحة أول ماي.
- في صباح يوم الأحد 2 جوان 1991 – أي بعد تسعة أيام من الإضراب العام نشرت وزارة الداخلية بلاغا شديد اللهجة نددت فيه بقادة الجبهة الإسلامية للإنقاذ، واتهمتهم بأنهم يبحثون عن كل الوسائل لزعزعة الأمن والإستقرار في البلاد، واتهمت عباسي مدني شخصيا بأنه يسعى إلى إحداث جو متوتر لزعزعة الأمن والاستقرار.

وفي نفس اليوم أصدرت وزارة الداخلية بيانا آخر، تحدثت فيه عن وجود مجموعة محدودة، متكونة من بضعة عناصر، تعمل بكل الوسائل لعرقلة النشاطات الحساسة، وقالت فيه: إنها من اليوم ستتخذ سلسلة من الإجراءات الصارمة من أجل إعادة الأوضاع إلى مجاريها الطبيعية، وأهم هذه الإجراءات:
«إعطاء تعليمات لقوات الأمن العمومي، بتشتيت كل التجمعات غير المرخص بها».
وفي المساء رئيس الجمهورية الشاذلي بن جديد يلقي خطابا متلفزا على الأمة يعلن فيه انطلاق الحملة الانتخابية، تجاهل نهائيا مطلب جبهة الإنقاذ، قزّم حجم حركتها واصفا إيّاها «ببعض العناصر التي تعمل على تغليط مناضليها الذين هم وطنيون مخلصون»
.
- يوم الإثنين 3 جوان خرجت مسيرات ومظاهرات كبرى تندد بما جاء بخطاب الرئيس وتطالبه بالاستقالة هو ورئيس حكومته بدأت هذه المسيرات سلمية ثم انتهت بمناوشات واشتباكات محدودة مع قوى الأمن.
- يوم الثلاثاء 4 جوان على الساعة الثانية والنصف صباحا، عناصر الدرك الوطني يتدخلون بقوة وبدون سابق إنذار، ويخلون الأماكن العمومية التي كان المعتصمون يتواجدون فيها (ساحة الشهداء وساحة أول ماي وغيرهما) باستعمال الغازات المسيلة للدموع، ووقعت بين الطرفين مشادات عنيفة، خلفت حسب بعض وكالات الأنباء 6 ستة قتلى، وعشرات الجرحى، وتحدثت وزارة الداخلية في ندوة صحفية عن سقوط قتلى بالرصاص، في أماكن لم تتدخل فيها قوات الأمن.
- يوم الأربعاء 5 جوان بيان صادر عن رئاسة الجمهورية يفصح عن مرسوم رئاسي في 13 مادّة مؤرّخ في 4 جوان 1991، يقيم حالة الحصار لمدّة 4 أشهر قابلة للإلغاء في حال إستتباب الأمن، ويعلن السيد أحمد غزالي رئيسا للحكومة خلفا لمولود حمروش الذي استقال من منصبه.
- يوم الخميس 6 جوان تنتشر الجيش في العاصمة وفرض حظر التجول فيها وفي ثلاث ولايات أخرى.
- يوم الجمعة 7 جوان، إعلان من الشيخين: عباسي مدني وعلي بن حاج، في مسجد الشيخ عبد الحميد بن باديس بالقبة بإنهاء الإضراب الذي دام 14 يوم، بعد اللقاء الذي جمعهما في صباح ذلك اليوم ودام ساعتين كاملتين برئيس الحكومة الجديد: سيد أحمد غزالي.

وتم الاتفاق مع رئيس الحكومة على:
1. تأجيل امتحانات الباكالوريا.
2. عودة العمال المطرودين من أعمالهم.
3. تعويض الضحايا الذين سقطوا غدرا وليلا دون سابق إنذار قانوني.

وقد تملصت السلطة من تعهداتها.
- يوم الجمعة 14 جوان دعا عباسي مدني في خطبة الجمعة الجيش إلى مغادرة المدن ووقف تطويقه للمساجد.
- يوم الاثنين 17 جوان شكل غزالي حكومته وأعلن أنها ماضية في سبيل إتمام التحول الديمقراطي وإجراء الانتخابات.
- يوم الثلاثاء 18 جوان مؤتمر صحفي لعباسي مدني وعلي بلحاج، عباسي مدني قال في المؤتمر بأن الإضراب كان آخر وسيلة تلتجئ اليها الجبهة الإسلامية للإنقاذ لجعل التعددية الحزبية ذات معنى وجعل العملية الانتخابية ذات فعالية حقيقية إذا كانت ذات مصداقية لذى الشعب الجزائري أما علي بلحاج فقد هدد باللجوء إلى حمل السلاح في حالة ما إذا أُغلق عليهم مجال الصراع السياسي السلمي ووقف المسار الانتخابي.[3]
- يوم الاثنين 24 جوان أعطيت الأوامر للجيش والدرك بنزع لافتات البلدية المكتوب عليها بلدية إسلامية، اندلعت بسببها أعمال العنف وسقط ضحايا.
- يوم الثلاثاء 25 جوان تصاعدت الاضطرابات والاشتباكات بين الجيش وأنصار جبهة الإنقاذ وأسفرت عن 55 قتيلا و326 جريحا، وتم اعتقال حوالي ثلاثة آلاف شخص.

وفي المساء ظهر بعض أعضاء مجلس شورى الجبهة الإسلامية على التلفزيون الرسمي الجزائري وهم: بشير الفقيه، وأحمد مرّاني، وبن عزوز زبدة والهاشمي سحنوني، أعلنوا التّبرّؤ من قادة الجبهة الإسلامية للإنقاد عباسي مدني وعلي بلحاج واتهامها بالعنف وإشعال نار الفتنة داخل الشعب الجزائري وإدخال الدولة في المجهول.
- يوم الجمعة 28 جوان هدد عباسي مدني في خطبة الجمعة بإعلان الجهاد إذا لم يلغ الجيش حالة الحصار.
- يوم السبت 29 جوان ظهر في التلفزيون للمرة الثانية كل بشير فقيه وأحمد مرّاني وشيخ من غرداية يسمّى الشنقيطي، وهو أيضا عضو في المجلس الشوري، أبرؤوا ذمّتهم مجددا من قيادة الجبهة الإسلامية للإنقاذ لأنّ الدماء كانت ستسيل بسببهم.
- يوم الأحد 30 جوان بأمر من الجنرال خالد نزار وزير الدفاع الوطني، قام العقيد براهيم فضيل الشريف بتكليف وحدة مظلات مرفوقة بعناصر من مجموعة التدخل الخاصة (GIS) بتطويق مقرات الجبهة الإسلامية للإنقاد ونسفوا الباب قبل أن يعتقلوا عباسي مدني وبعض أوفيائه (وقد تمكن البعض الآخر من الهروب من بينهم قمر الدين خربان الذي لجأ إلى القصبة) كل الوثائق التي لم يتم تدميرها قد صودرت بغرض استغلالها من طرف الأمن العسكري.

وفي اليوم ذاته نصب الرائد عمار ڤطوشي شركا لعلي بن حاج: بما أن المواجهات لم تتوقف فقد ترجاه في الهاتف أن يتدخل في التلفزيون ليدعو إلى التهدئة لأنه الشخص الوحيد الذي ينصت إليه كل الإسلاميين، ويستجيبون لندائه، ويطيعونه، وبالمقابل يستطيع أن يستعمل حقه في الرد لتفنيد مزاعم وادعاءات المنشقين عن حزبه (مراني، سحنوني، فقيه). سذاجتا من علي بن حاج الذي صدّق كلام مخاطبيه، وجاهلا بتوقيف عباسي مدني في تلك الآونة قدم مسرعا برفقة كمال ڤمازي وشخصين آخرين من قادة الجبهة إلى مقر الـتلفزيون الجزائري لإلقاء كلمة كما هو متفق يطلب فيها من مناضليه عدم تحدي قوات الأمن. غير أنه استقبل في المدخل الرئيس للـمؤسسة الوطنية للتلفزيون حيث ألقي عليه القبض هو ومرافقيه الثلاثة من طرف الرائدين عمار ڤطوشي وحمو بلويزة، فسيق علي بن حاج إلى مركز عنتر حيث قضى الليلة هناك قبل أن يحول في اليوم التالي إلى السجن العسكري بالبليدة. وأسفر ذلك على مواجهات قتل فيها أكثر من 31 وأكثر من 285 جرحى وعدد كبير من الموقوفين.